# La Sale
La Sale är en bergstopp i Schweiz.   Den ligger i distriktet Entremont och kantonen Valais, i den södra delen av landet, 100 km söder om huvudstaden Bern. Toppen på La Sale är 3 646 meter över havet, eller 103 meter över den omgivande terrängen. Bredden vid basen är 0,50 km.
Terrängen runt La Sale är huvudsakligen bergig. Närmaste större samhälle är Bagnes, 13,7 km nordväst om La Sale. 
Trakten runt La Sale är permanent täckt av is och snö. Runt La Sale är det ganska glesbefolkat, med 23 invånare per kvadratkilometer.